# Adenoncos suborbicularis
Adenoncos suborbicularis är en orkidéart som beskrevs av Cedric Errol Carr. Adenoncos suborbicularis ingår i släktet Adenoncos och familjen orkidéer. Inga underarter finns listade i Catalogue of Life.